# Batrachorhina cephalotes
Batrachorhina cephalotes är en skalbaggsart som beskrevs av Stefan von Breuning 1939. Batrachorhina cephalotes ingår i släktet Batrachorhina och familjen långhorningar.
Artens utbredningsområde är Kenya. Inga underarter finns listade.